# Miki Mizuno
Pour les articles homonymes, voir Mizuno (homonymie).
Miki Mizuno (水野 美紀, Mizuno Miki), née le 28 juin 1974 à Yokkaichi dans la préfecture de Mie, est une actrice japonaise,.

## Carrière
Mizuno est la vedette des films d'action Hard Revenge Milly et Hard Revenge Milly: Bloody Battle de Takanori Tsujimoto,. Elle paraît également dans le film  Guilty of Romance de Sion Sono en 2011.

## Filmographie

### Films
- Kunoichi Ninpocho (1991)
- Honban Joyu (1992)
- Kunoichi Ninpocho 2: Sei Shojo no Hiho (1992)
- Sadistic Mariya (1992)
- Shura no Jakushi: Narumi 2 (1993)
- Nekketsu Golf Club (1994)
- Raiden (1994)
- Shoot (1994)
- Daishitsuren (1995)
- Gamera 2: Attack of Legion (1996)
- Bayside Shakedown (1998)
- Genjitsu no Tsuzuki Yume no Owari (1999)
- Senrigan (2000)
- Bayside Shakedown 2 (2003)
- My Lover Is a Sniper (2004)
- Negotiator (2005)
- Zukan ni Nottenai Mushi (2007)
- Kuchisake-onna (2007)
- Carved (2007)
- Wenny Has Wings (2008)
- Sasori: Prisoner 701 (2008)
- Hard Revenge Milly (2008)
- Hard Revenge Milly: Bloody Battle (2009)
- Castle Under Fiery Skies (2009)
- Waya! Uchuu Ichi no Osekkai Daisakusen (en) (2011)
- Guilty of Romance (2011)
- Dead Mine (2012)
- I'll Give It My All... Tomorrow (2013)
- An (2015)[6].

### Télévision
- Itoko Doshi (1992)
- Yume Miru Koro o Sugitemo (1994)
- Koibito yo (1995)
- Natural Ai no Yukue (1996)
- Tsubasa o Kudasai! (1996)
- Age 35 Koishikute (1996)
- Best Partner (1997)
- Shokuinshitsu (1997)
- Bayside Shakedown (1997)
- Hotel (1998)
- Team (1999)
- Kanojotachi no Jidai (1999)
- Salaryman Kintaro (1999)
- Oyaji (2000)
- Hanamura Daisuke (2000)
- Beautiful Life (2000)
- Koi ga Shitai x3 (2001)
- Joshiana (2001)
- Shiawase no Shippo (2002)
- Hatsutaiken (2002)
- Koibumi (2003)
- Okaasan to Issho (2003)
- Tobosha (2004)
- Dream (2004)
- Slow Start (2007)
- Galileo (2007)
- Hakui no Namida (2013)
- The Flying PR Room (2013)
- Jiken Kyūmeii: Imat no Kiseki (2013)[7].
- Umi no Ue no Shinryōjo Episode 10 (2013)[8].
- Team Bachisuta 4 (2014)
- Jiken Kyūmeii2: Imat no Kiseki (2014)[9].
- Kazoku Gari (2014)[10].
- Masshiro (2015)[11].
- I'm Home (2015)[12].

## Source de la traduction
- (en) Cet article est partiellement ou en totalité issu de l’article de Wikipédia en anglais intitulé « Miki Mizuno » (voir la liste des auteurs).